# Peter Löhmann

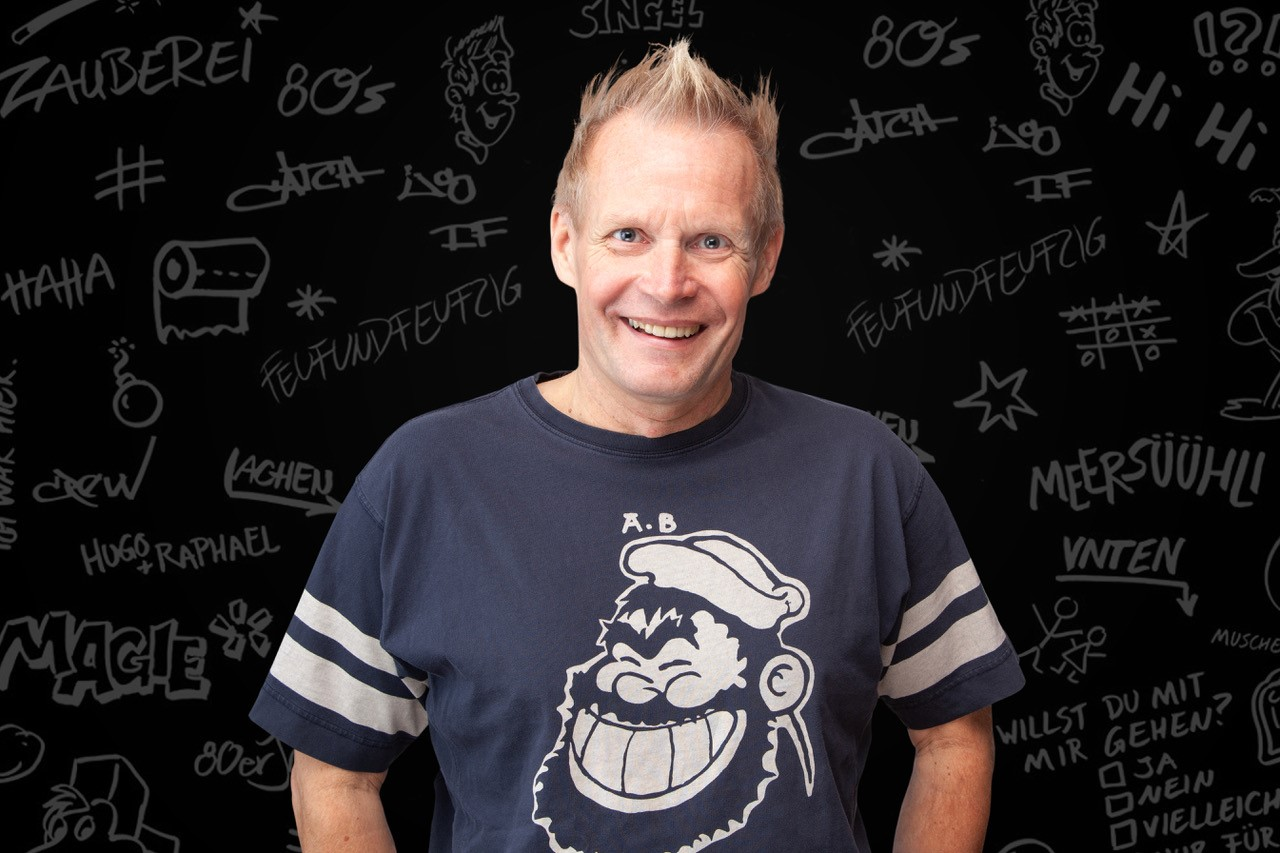
Peter Löhmann (2022)

Peter Löhmann (* in Oldenburg, Land Oldenburg) ist ein deutsch-schweizerischer Comedian, Moderator, Entertainer, Zauberkünstler und Autor aus Oldenburg. Er lebt in seiner Wahlheimat Schweiz.

## Leben
Peter Löhmann wurde im niedersächsischen Oldenburg geboren. Dort hat er die Schulen besucht. Nach der Kochlehre ging er 1988 in die Schweiz, um sich in verschiedenen Hotels beruflich hochzuarbeiten. Nach der Direktionsschule war er als Manager und Direktionsassistent in renommierten Schweizer Berghotels tätig.
Die Zauberei begleitet Löhmann seit seiner Jugend. Er absolvierte die Zauberschule in Zürich, viele Weiterbildungskurse und machte sein Hobby 1999 zum Beruf. Im gleichen Jahr wurde er Mitglied bei der Society of American Magicians und dem Magischen Zirkel von Deutschland. Mit dem Bühnenprogramm The Tramp trat er in über 30 Ländern auf. Peter Löhmann wohnt im Kanton Aargau.

## Magic Moments
Peter Löhmann ist Gründer des Kinderhilfswerks «Magic Moments». Getreu dem Motto seiner Wohltätigkeit «Ein Lachen schenken» konnte der Deutsch-Schweizer bereits eine Vielzahl an Hilfsprojekten in Haiti und Nepal realisieren. Dank Sponsoren und Partnern sind die Verwaltungskosten bei null, und das Geld kann da eingesetzt werden, wo die Hilfe gebraucht wird. Das Kinderhilfswerk «Magic Moments» ist vergleichsweise klein, aber bewirkt viel und arbeitet effizient. Peter Löhmann vergewissert sich regelmässig selbst vor Ort, dass alles nach Plan läuft.

### Haltestelle Himalaya – Hilfe für Kindergärten, ein Internat und eine Kinderstation
Seit 2015 ein grosses Erdbeben Nepal erschüttert hat, engagiert sich Peter Löhmann in der Region. Nur wenige Monate nach der Katastrophe war er vor Ort und konnte mit «Magic Moments» sofort und effizient auf die Not reagieren.
In der Zwischenzeit wurden dank dem Kinderhilfswerk drei Kindergärten gebaut. Rund 80 Kinder aus den umliegenden Dörfern werden dort betreut, und die Eltern können ihrer Arbeit auf den Feldern nachgehen. Ausserdem wird seit Corona ein Internat unterstützt, welches fast 300 Kindern der ärmsten Ethnie in Nepal eine Ausbildungsmöglichkeit bietet. Mädchen und Buben dürfen da gleichermassen zur Schule gehen, was in Nepal keine Selbstverständlichkeit ist. Das dritte grosse Projekt in der Himalaya-Region ist der Neubau einer Kinderstation im dortigen Spital. Dank «Magic Moments» ist diese nun mit modernsten Maschinen ausgerüstet, und die Ärzte können so auf die besonderen Bedürfnisse der Kinder eingehen.

### Haltestelle Haiti – fliessend Wasser und Schulbildung sichern
Peter Löhmann setzt sich auch in Haiti für die Kinder in Not ein. Er hat mehrere Schulen und Kindergärten gebaut, damit die Ausbildung der Ärmsten gewährleistet werden kann. Die Schulräume sind ausgestattet mit Küchen und sanitären Anlagen, was in Haiti nicht überall der Fall ist. Ausserdem konnte er einen Brunnen mit fliessendem Trinkwasser bauen lassen, um die Gesundheit der Kinder vor Ort zu erhalten.
Zu den Erfolgen von Peter Löhmann in Haiti gehören unter anderem:
- Bau einer Schule, in welcher 700 Kinder 10 Jahre lang unterrichtet werden
- Bau von fünf Kindergärten
- 1 Wasserbrunnen, 1 Küche sowie 12 WC-Anlagen
- Verpflegung, Schulkleidung sowie Schulmaterial für die Kinder
- 2 Teams vor Ort als Anlaufstelle für die Kinder
- Kinder dürfen bei Bedarf ins Albert Schweitzer Hospital
- Einkleiden von 2 Fussballmannschaften

## Comedy Festival Schweiz
«Lachen für einen guten Zweck» ist das Motto des Comedy Festivals Schweiz (ehemals Magic Comedy Festival). Alle Einnahmen fliessen in Peter Löhmanns Kinderhilfswerk «Magic Moments» und kommen so Kindern in Nepal und Haiti zugute.
2023 feierte das Comedy Festival sein 25. Jubiläum. Vom 9. bis 18. März tourte Peter Löhmann mit Chris Tall, Özcan Cosar, Ingrid Kühne, Der Heinz, Benni Stark und Gabor Vosteen durch die Deutschschweiz. Er selbst führte als Moderator durch die Abende und begeisterte mit seinem Wortwitz und seinen Gastgeberqualitäten.
2024 dabei sein werden Markus Krebs, Vera Deckers, Chäller, Don Clarke und Monsieur Chapeau.

## Auszeichnungen
- 1998/1999/2000: Preisträger der Österreichischen Staatsmeisterschaft
- 1999: Guinness-Buch der Rekorde. Eintrag für den schnellsten, kompletten Kleiderwechsel der Welt in 0,75 Sekunden.
- 1999/2002: Internationaler Preisträger der Magie in Europa
- 2001: Final Swiss Comedy Award
- 2004/2005: Internetaward Kategorie beliebtester Showstar
- 2018: Gewinner des «Kelkheimer Comedy Preis»
- 2018: Gewinner des 6. Mannheimer Comedy Cup 2018 im Capitol in Mannheim
- 2018: Nominiert für den 15. Hamburger Comedypokal
- 2024: Gewinner des «Prix de la Bütt»

## Werke

### Bühnenprogramme
- 2000–2002: So lustig ist nur die Wirklichkeit!
- 2005–2007: Keine Zugabe
- 2009/2010: Quickies of Entertainment
- 2011/2012: Comedy-Bang. Handelt von seiner kurzen, aber heftigen Beziehungsodyssee mit Heidi, seiner Traumfrau.
- 2014/2015: Comedy Reset
- 2016/2017: Kopfkino
- 2018/2019: Meine Comedywelt
- 2020/2021: Pupsnormal
- 2022/2023: PAPATASTISCH – Macht verrückte Dinge!
- 2024/2025: Friede, Freude, Eierkuchen!
- 2024/2025: Meine Comedyreise durch die Zeit. Das Seniorenprogramm für die ganze Familie

### DVDs, CDs
- 2003: The Tramp
- Magic Comedy
- 2008: Der Dütschschwiizer

### Bücher
- Quickies of Entertainment. St. Moritz 2006, ISBN 3-907067-29-0.
- Die Abenteuer von Hugo und Raphael. Nonnenhorn 2015, ISBN 978-3-86196-488-9.
- Die Abenteuer von Hugo und Raphael – Ferienzeit. ISBN 978-3-033-06319-8.
- Die Abenteuer von Hugo und Raphael – Weihnachtszeit. PIXI, keine ISBN verfügbar
- 77 verrückte Dinge. ISBN 978-3-033-07106-3.

### Podcast
- seit 2021: Comedi & Schoggi – der süsseste Podcast aus der Schweiz. Comedian Peter Löhmann lädt Gäste aus Radio und Fernsehen zu einem lustigen Gespräch ein.

## TV-Präsenz

### TV-Auftritte
- Benissimo, SRF 1
- Geld oder Liebe, ARD
- Le Grand Cabaret du Monde, France 2
- Eigene Sendung Der Dütschschwiizer auf Tele M1 und Tele Tell während der EM 2006
- Eigene wöchentliche Sendung Visite bei Tele M1 und Tele Bärn. Redaktion und Moderation
- Nightwash, 19. November 2012, einsfestival
- StandUp!Comedy Show, 12. April 2016, TV Puls8
- Nordhessen feiert Karneval, 5. Februar 2018, hr-fernsehen
- 18. Komische Nacht, 20. April 2018, RTL Nord RTL Regional
- Immer wieder Sonntags, 19. August 2018, ARD
- Freunde in der Mäulesmühle, 19. Dezember 2018, ARD
- Nordhessen feiert Karneval, 16. Februar 2019, hr-fernsehen
- Immer wieder Sonntags, 7. Juli 2019, ARD
- BAMBI Verleihung, 21. November 2019, ARD, Chris Tall für Löhmanns Kinderhilfswerk
- So lacht der Südwesten, 8. September 2020, SWR Fernsehen
- Nordhessen feiert Karneval, 2022, hr-fernsehen
- Talk mit Thees, 21. August 2022, SWR Fernsehen
- Eigene wöchentliche Sendung Zeigs mir bei Tele M1 ab 17. Oktober 2022
- Westfalen haut auf die Pauke, 4. März 2025, WDR Fernsehen

### Gastauftritte als Moderator
- Übertragung der Street Parade 2008 auf 3+
- Sondersendung Best of 2010 (SSF)